# 橋子頭 (高雄市)
橋子頭，原寫為橋仔頭，是臺灣高雄市橋頭區的一個傳統地域名稱，也是全區行政中心所在地，位於該區中部偏東北，並向東南延伸至本地區東南部邊界地帶。相較於今日行政區，其範圍大致包括橋頭里北部凸出部分的北側邊界地帶及東北部邊界地帶一小段（均為典寶溪舊河道右岸地區）、橋南里。
本地區境內主要聚落為橋仔頭，設有興糖國小。

## 歷史
台灣日治初期，橋子頭地區為一街庄，稱為「橋仔頭庄」（舊制街庄），隸屬於仁壽下里。該庄昔日西北邊及東北邊北段與林仔頭庄為鄰，東北邊中至南段與中崎庄、土庫庄為鄰，東南邊為楠仔坑街，西南邊為仕隆庄、白樹仔庄。
1901年（日治明治三十四年）11月11日，全台廢縣廳改設二十廳，該庄隸屬於鳳山廳。1904年（明治三十七年）5月3日，該庄編入「仕隆區」，隸屬於鳳山廳。1909年（明治四十二年）10月25日，全台合併二十廳為十二廳，仕隆區改隸屬於臺南廳。1920年（大正九年）10月1日，全台地方制度大改正，廢十二廳改設五州二廳，該庄改制並雅化為「橋子頭」大字，隸屬於高雄州高雄郡楠梓庄（新制街庄）。1924年（大正十三年）12月25日，高雄郡廢郡，楠梓庄改隸屬於岡山郡。1943年（昭和十八年）10月1日，楠梓庄廢庄，本地區改隸屬於岡山街。
戰後岡山街改制為岡山鎮，隸屬於高雄縣，大字亦改制為里。1947年（民國36年）6月1日，岡山鎮拆分出橋頭鄉，本地區改隸屬於橋頭鄉，里亦改制為村。1950年（民國39年）10月1日，高、屏分治，橋頭鄉仍隸屬於高雄縣。2010年（民國99年）12月25日，高雄縣、市合併為直轄高雄市，橋頭鄉改制為橋頭區，村再改制為里。

## 聚落
本地區發展較早的聚落為橋仔頭，在日治初期的官方地圖上已有記載。

## 交通
台鐵縱貫線是台灣西部南北向鐵路幹線，經過本地區中西部，並設有橋頭車站。該站屬三等站，僅停靠區間車；由此可前往台鐵沿線各站。
高雄捷運紅線是高雄捷運系統的南北向路線，經過本地區中西部，並設有橋頭火車站、橋頭糖廠站。由此等可前往高雄捷運沿線各站。
省道台1線又稱「縱貫公路」，是台北至楓港的傳統平面幹道，經過本地區的橋仔頭聚落。由該道路北行可前往岡山區、路竹區、湖內區、台南市仁德區等地，南行可前往楠梓區、仁武區西部、左營區東部、三民區等地。
區道高30線是梓官至橋頭的道路，其東側端點（終點）位於本地區南部凸出部分的創新路路口，由上向北北西會經過本地區的橋仔頭聚落。該道路在本地區的部分路段與區道高34線共線。
區道高30-1線是青埔至甲圍的道路，其東側端點（終點）位於本地區南部凸出部分頸部的西側邊界地帶、區道高30線路口。
區道高34線是頂鹽田至燕巢的道路，經過本地區橋仔頭聚落。該道路在本地區的部分路段與區道高30線共線。
區道高36線是芋寮至鳳山厝的道路，經過本地區的西北端。該道路在本地區的部分路段與省道台1線共線。

## 學校
- 興糖國小

## 公務機關
- 橋頭區公所
- 高雄市岡山戶政事務所橋頭辦公處
- 高雄市政府警察局岡山分局橋頭分駐所